# لي يان (لاعبة كرة طائرة)
لي يان (1 مايو 1976 في الصين - ) (بالصينية: 李艳) هي لاعبة كرة طائرة الصين في مركز ليبرو ‏. شاركت في الألعاب الأولمبية الصيفية 2000 والألعاب الأولمبية الصيفية 1996. ولعبت مع Volley Bergamo ‏.

## وصلات خارجية
- لي يان على موقع دوري الدرجة الأولى الإيطالي للكرة الطائرة - سيدات (الإيطالية)
- لي يان على موقع اللجنة الأولمبية الدولية (الإنجليزية)
- لي يان على موقع أوليمبيديا (الإنجليزية)
- لي يان على موقع اللجنة الأولمبية الصينية (الإنجليزية)